# Anchers Hus

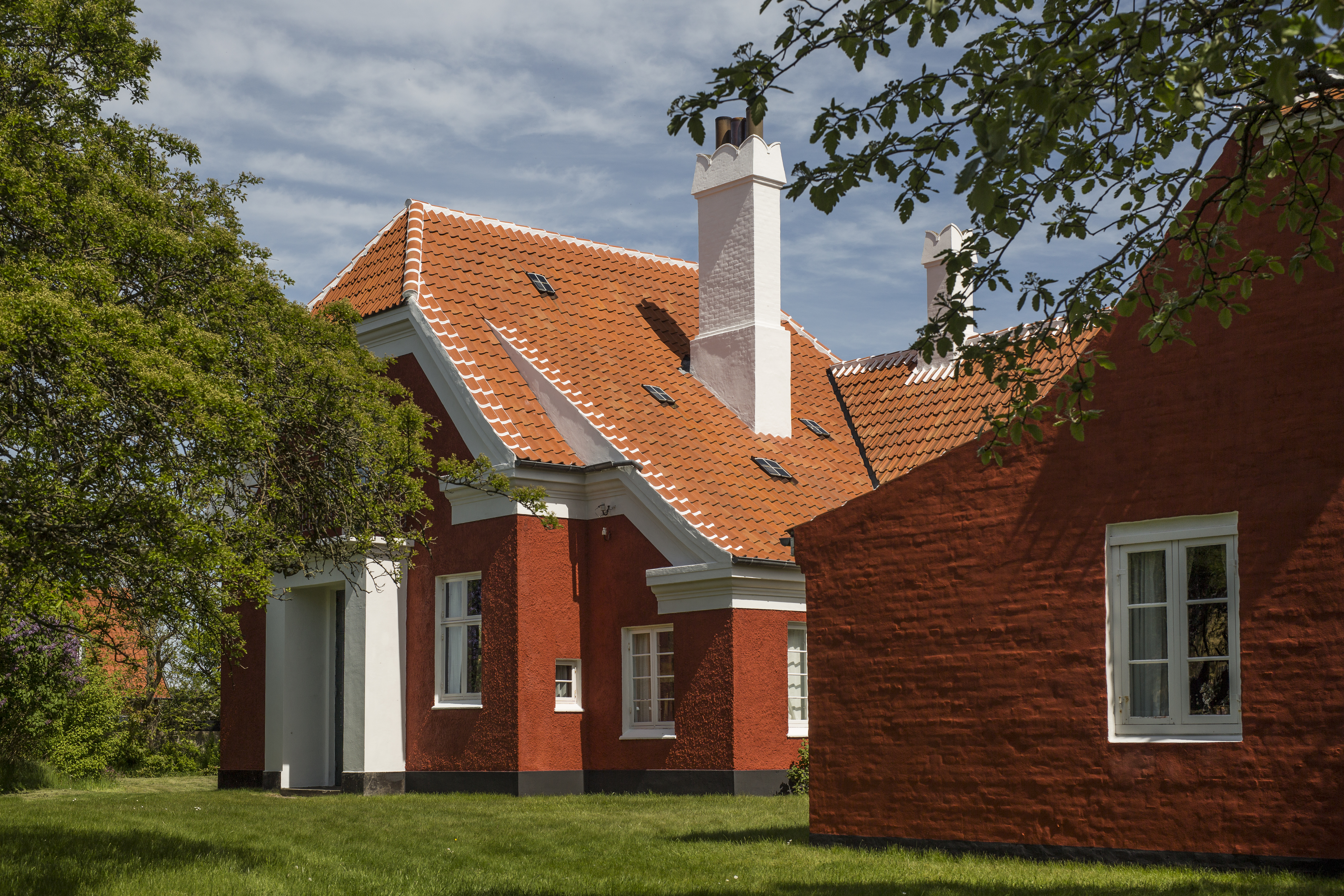
Anchers Hus w Skagen

Anchers Hus – muzeum sztuki oraz galeria mieszcząca się w dawnym domu malarzy Michaela i Anny Ancher. Dom znajduje się na ulicy Markvej, w Skagen, w Danii.

## Historia
Michael Peter Ancher (1849-1927) i Anna Ancher (1859-1935) byli duńskimi malarzami, tworzącymi w okresie końca XIX wieku i początku XX wieku. Po ślubie w 1880 roku, Michael i Anna Ancher zamieszkali w Domu Ogrodowym w pobliżu Hotelu Brøndums, który był własnością rodziców Anny. Dom na ulicy Markvej został zakupiony przez parę w 1884 roku, wkrótce po narodzinach ich pierwszej córki – Helgi.
Dom został rozbudowany o dwa pokoje studyjne Anny i Michaela, które przylegały do północnej strony pierwotnego domu. Dobudówka została zaprojektowana przez architekta Ulrika Plesnera. Jego budowę zakończono w 1913 roku.
Po śmierci Michaela w 1927 r. i Anny w 1935 r. dom pozostał niezamieszkany. Helga Ancher przekazała w testamencie dom, jego wnętrza i kolekcję sztuki fundacji swojego imienia. Trzy lata później, w 1967 roku, Anchers został otwarty dla publiczności jako muzeum. W 1989 roku muzeum zostało powiększone o sąsiedni dom rodziny Saxildów, który jest wykorzystywany jako kawiarnia muzealna, magazyn dzieł sztuki i historyczna wystawa fotograficzna.